# Штойбен, Фридрих Вильгельм фон
Фридрих Вильгельм Августин Людольф Герхард фон Штойбен, известен также как барон фон Штойбен  (нем. Friedrich Wilhelm Ludolf Gerhard Augustin von Steuben; 17 сентября 1730, Магдебург — 28 ноября 1794, Ютика (Нью-Йорк)) — американский генерал прусского происхождения. Участвовал в Семилетней войне, в ходе которой оказался военнопленным в России. С 1762 года адъютант короля Фридриха II, с 1764 по 1777 год гофмаршал баденского двора. В 1777 году отправился в Америку, где присоединился к Континентальной армии в Велли-Форж и, находясь под командованием Джорджа Вашингтона, приступил к тренировке американских военных. В 1779 году он составил армейский устав для армии, известный как «Голубая книга». Штойбен командовал дивизией в сражении при Монмуте, затем принял командование в Вирджинии и командовал ополчением штата во время сражения при Блэндфорде. Его дивизия участвовала в осаде Йорктауна и именно ей выпала честь принять британского парламентёра с предложением капитуляции.

## Происхождение
Фон Штойбены были дворянским родом, и их фамилия в разное время выглядела как Steube, Stoebe, Stoyben или Steuben. В XIII веке они обосновались в саксонском Мансфельде, где со временем потеряли почти все свои земельные владения. Эрнст Николас фон Штойбен служил капитаном при Фердинанде II и участвовал в Тридцатилетней войне. В 1642 году у него родился сын Людвиг. Сыном Людвига стал Август фон Штойбен, который родился в 1661 году. У него было семеро сыновей, из которых четвёртым стал Вильгельм-Августин, родившийся в Бранденбурге 22 апреля 1699 года. В 1715 году он поступил на прусскую службу, а в 1729 женился на Мэри Доротее фон Ягов. В этом браке родился Фридрих Вильгельм фон Штойбен. Существуют различные версии о времени и месте его рождения, но обычно считается, что он родился в Магдебурге 17 сентября или 15 ноября 1730 года.

## Ранние годы
В первые годы жизни Штойбена его отец уехал в Россию, где служил в Кронштадте военным инструктором. Он вернулся в 1740 году, когда королём Пруссии стал Фридрих II. В том году была завоёвана Силезия, и одновременно Штойбен Младший поступил в иезуитский колледж в силезском Бреславе. Впоследствии он вспоминал, что из-за постоянных переездов его семья не смогла дать ему хорошее образование. Уже в 1744 году он сопровождал отца во время осады Праги. В 1749 году он получил звание энсина, в 1753 — второго лейтенанта, а в 1755 — первого лейтенанта. Когда началась Семилетняя война он служил в 31-м пехотном полку и участвовал в битве под Прагой в 1757 году. Штойбен был ранен, но остался в строю и в том же году принял участие в битве при Росбахе.
В 1758 году Штойбен покинул регулярную армию и поступил на службу к генералу Иоганну фон Майеру, который создал свой независимый «Freibataillon». Но Майер умер в 1759 году и Штойбен вернулся на прежнее место службы. Его 31-й пехотный полк был частью армии Веделя и участвовал в неудачном сражении при Пальциге 23 июля, а затем в сражении при Кунерсдорфе, где Штойбен был ранен. Несмотря на ранение он принял активное участие в последующих сражениях; в сентябре 1761 года он участвовал в набеге генерала Платена на тылы русской армии. Разгромив военный склад у Кюстина, Платен послал бригаду Штойбена в Трептов, где тот был окружён русской армией. 23 октября 1761 года Трептов сдался, и Штойбен в качестве военнопленного был отправлен в Санкт-Петербург.
В Петербурге у Штойбена установились хорошие отношения с великим князем Петром, который в январе 1762 года стал российским императором Пётром III. В марте он заключил мир с Пруссией и освободил всех пленных, в их числе и Штойбена, которому даже предлагали поступить на русскую службу. За военные заслуги Фридрих присвоил Штойбену звание капитана и назначил адъютантом. Он также включил его в группу офицеров которые под личным присмотром короля занимались исследованиями военного дела. Когда Семилетняя война завершилась, Штойбен по неизвестным причинам покинул армию. Он получил пенсию в размере 400 талеров, но все же считал свои заслуги недооценёнными.

## На службе Гогенцоллернам
В мае 1764 года он отправился в Бад-Вильдбад, где познакомился с Иосифом Гогенцоллерн-Гехингеном, который предложил ему должность гофмаршала. Эта должность вполне его устроила, так что он отклонил приглашения на службу от короля Сардинии в 1764 и императора Иосифа II в 1766 и 1769 годах. Штойбен прослужил в этой должности 10 лет, но всё же он был лютеранином, а двор князя был в основном католическим, и придворные интриги в итоге заставили Штойбена покинуть двор. В апреле 1777 года он отправился в Англию, но когда он оказался в Париже, его пригласил к себе граф Сен-Жермен, в то время военный министр Франции, и предложил ему отправиться в США. Он свёл Штойбена с Бомарше, который в свою очередь познакомил его с Бенджамином Франклином. Штойбен произвёл хорошее впечатление на Франклина, который решил, что именно такой человек нужен американской армии, но Франклин не мог гарантировать ему воинского звания и не имел возможности оплатить его переезд. После первой встречи Штойбен вернулся к Бомарше, и сказал, что возвращается в Германию и ничего не хочет слышать про Америку. Но Сен-Жермен и Бомарше продолжали уговоры и обещали оплатить переезд. Штойбен отправился в Голландию, где встретился с Уильямом-Луисом Баденским, который так же посоветовал ему не упускать свой шанс. Штойбен уступил уговорам, перевёл свою собственность в Германии на племянника и отправился в Париж, куда прибыл 17 августа 1777 года.

## Путешествие в Америку
В августе Штойбен отправил уведомление о своём прибытии в Америку, и одновременно получил рекомендательные письма от Франклина к Вашингтону, Самуэлю Адамсу, Генри Лоуренсу (председателю Конгресса), финансисту Роберту Моррису и другим. Бомарше, вероятно, предоставил ему деньги, но неизвестно, сколько именно. Бомарше заполучил от правительства 24-пушечный корабль Heureux, который был переименован во Flamand. 22 сентября 1777 года корабль покинул Марсель. Вместе со Штойбеном в Америку отправились: его секретарь и переводчик Питер Дю Понсо, адъютант Луи Де Понтье, а так же Ланфан, Де Романо и Де Эпинье. На случай перехвата судна англичанами Штойбен взял себе имя «Фрэнк» и захватил с собой письма для губернатора Мартиники.
Путешествие длилось 66 дней и 1 декабря Flamand прибыл в Портсмут. Штойбена встретил лично Джон Лэнгдон, командующий американскими войсками в Портсмуте, который пригласил его на обед. На следующий день Штойбен изучил укрепления Портсмута и встретился с гарнизоном. В последующие дни он составил письма для Конгресса и Вашингтона, к которым приложил рекомендации от Джефферсона и Бомарше. Эти письма составлены на хорошем английском языке и, поскольку сам Штойбен знал его очень плохо, то вероятно, что их составлял Дю Понсо. К тому моменту англичане надёжно удерживали Нью-Йорк и уже захватили Филадельфию, а Конгресс переехал в пенсильванский Йорк. Вашингтон стоял со своей армией в зимнем лагере в Велли-Фордж, неподалёку от Филадельфии. Вашингтон посоветовал Штойбену отправится в Йорк, поэтому пробыв в Портсмуте 12 дней, тот поехал в Бостон, откуда только 14 января 1778 года отправился верхом в Йорк. Ему было рекомендовано держаться подальше от побережья во избежание перехвата англичанами, поэтому весь путь занят три недели. За это время Штойбен проехал 410 миль через несколько штатов. 5 февраля он прибыл в Йорк.
Конгресс США сформировал комиссию, которая встретилась со Штойбеном, чтобы выяснить, на каких условиях он согласен служить и были ли у него какие-то договорённости с Франклином. Штойбен заявил, что никаких договорённостей не было, и что он готов служить без звания и жалованья. Он так же сказал, что в Германии отказался от должностей, которые давали ему 3000$ в год, поэтому, если колонии добьются успеха в войне, то он надеется на компенсацию, если же колонии проиграют или его услуги покажутся неудовлетворительными, то колонии будут считаться свободными от этих обязательств. Конгресс принял его условия и утром 19 февраля Штойбен отбыл в Велли-Фордж. В тот же день он прибыл в Ланкастер, где в его честь был дан банкет. В Ланкастере Штойбен впервые встретил Уильяма Норта, который впоследствии стал его адъютантом и приёмным сыном.

## Война за независимость США

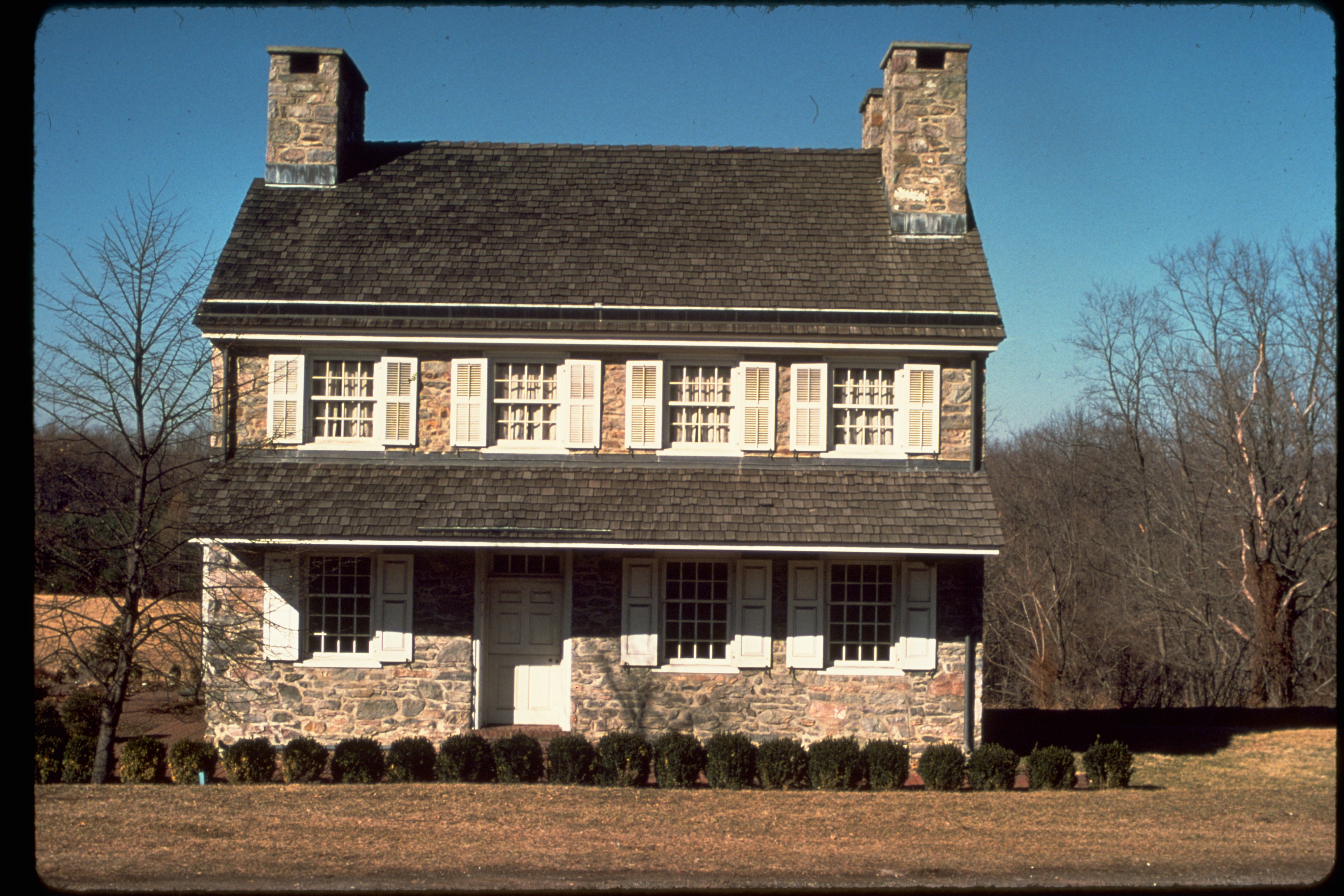
Штаб Штойбена в Велли-Фордж.

23 февраля Штойбен прибыл а американский лагерь в Велли-Фордж. Вашингтон проехал несколько миль ему навстречу и встретил Штойбена на дороге. Он проводил его до штаба, где к Штойбену приставили 25 человек почётной стражи. Вашингтон познакомил барона с лордом Стирлингом и другими генералами, а 24 февраля был устроен смотр армии. К тому времени армия, которая к началу зимы насчитывала 17 тысяч человек, сократилась по различным причинам до 5 тысяч. Снабжение армии было налажено плохо, в основном из-за небрежности генерального инспектора Томаса Конвея. Штойбен потом вспоминал, что только его крайняя решительность не позволила ему отказаться от всех своих намерений при виде американской армии. Он писал, что американская система управления армией копировала английскую (худшую в мире, по его мнению) и, таким образом, была «плохой копией плохого оригинала». Армия была разделена на дивизии, бригады и полки, и численность полков была зафиксирована Конгрессом, но на практике все полки были неполными, так что по количеству полков невозможно было составить представление о численности армии, а разброс в размере полков не позволял планировать маневрирование. «Я видел полки из тридцати человек и роту, которая состояла из одного капрала», вспоминал он. Количество рот в полку тоже не было регулярным, капитаны часто не имели ротных списков и не знали численности своей роты. «Когда я спрашивал полковника о численности его полка, он обычно отвечал: 'Где-то две или три сотни'».
Штойбен начал с того, что собрал отряд в 120 человек и лично занялся его тренировкой. Подобно английской армии, в американской существовало представление, что тренировка рядовых — занятие не для офицера, а для сержанта. Штойбен считал это в корне неверным и лично брал в руки мушкет, чтобы подать пример другим офицерам. Его отряд был хорошо одет, их оружие всегда было начищено, и он эффектно выглядел на парадах и манёврах. Этот отряд Штойбен старался держать на виду остальных солдат и офицеров. В этих тренировках участвовали дивизионные и бригадные инспектора, которые затем были разосланы по своим подразделениям. «Я применил свою систему к батальонам, потом к бригадам, и уже через три недели мы могли маневрировать силами целой дивизии», вспоминал потом Штойбен. Успехи Штойбена позволили Вашингтону 30 апреля запросить у Конгресса его официального утверждения, и 5 мая Конгресс постановил утвердить в армии систему инспекторов, а Штойбена назначить Генеральным инспектором с жалованьем генерал-майора.

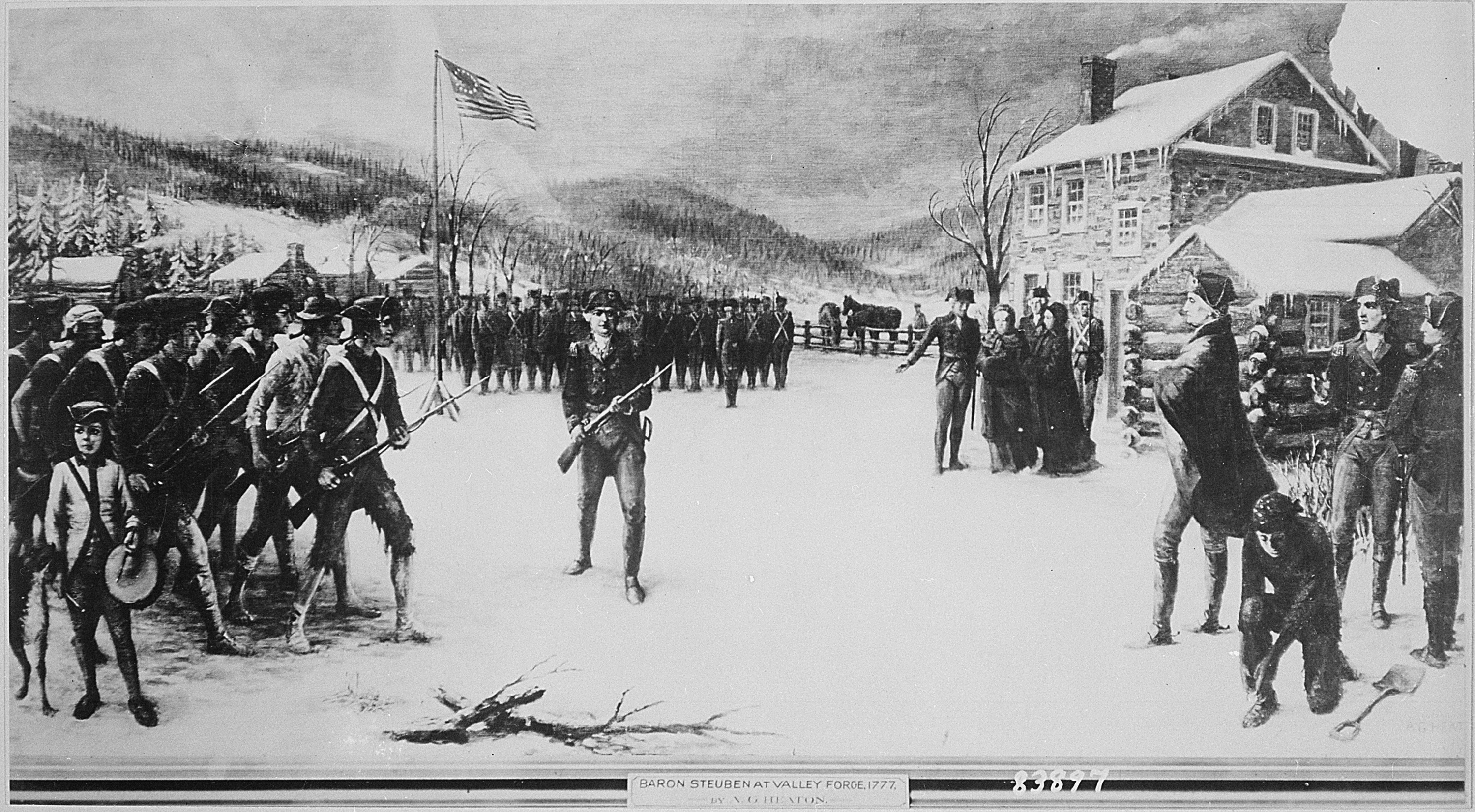
Штойбен в Велли-Форж.

Штойбен плохо знал английский и ему было трудно объяснить рядовым и офицерам смысл своих распоряжений, что часто выводило его из равновесия. Однажды на тренировке Бенжамин Уокер, капитан 2-го Нью-Йоркского полка, предложил свои услуги по переводу и объяснению приказов. Штойбен сказал, что даже явлению ангела с неба он не был бы рад так сильно. Уокер стал его адъютантом, и они остались друзьями до конца жизни.
Вашингтон Ирвинг писал, что несмотря на горячий темперамент и вспышки гнева, Штойбен имел доброе и великодушное сердце, за что его полюбили в армии. Его дисциплинарные меры в итоге делали жизнь солдат комфортнее, он следил за тем, как офицеры обращаются с рядовыми, он сам изучал отчёты полковых врачей и лично навещал больных. Он сам был образцом регулярной системы, которую пропагандировал: каждое утро он просыпался до рассвета, выпивал чашку кофе, выкуривал трубку и на восходе уже был в седле, на плацу, в полной экипировке.

### Сражение при Монмуте
Весной 1778 года Франция вступила в войну на стороне американцев, и появление французского флота осложнило англичанам снабжение Филадельфии. Генерал Клинтон решил покинуть город. Когда это произошло, Штойбен находился в Йорке. Вашингтон начал преследование противника, и Штойбен последовал за ним, по пути навестив Филадельфию. Дю Понсо вспоминал, что они застали в городе такую антисанитарию, что не смогли выпить чашку чая из-за огромного количества мух. Между тем Вашингтон хотел атаковать отступающих англичан, но на военном совете 17 июня большинство генералов высказались против. Штойбен прибыл в армию как раз ко второму военному совету 24 июня, и на этом совете высказался за атаку. Вашингтон принял решение атаковать, и 25 июня Штойбен отправился на рекогносцировку, которая выявила, что англичане отступают к Монмуту. Во время рекогносцировки два английских кавалериста заметили его и стали преследовать, но так как они не стреляли, то ему удалось уйти. Впоследствии пленные рассказали, что генерал Книпхаузен узнал Штойбена и приказал взять его в плен, но не стрелять по нему.
28 июня началось сражение при Монмуте: американский авангард под командованием Чарльза Ли приблизился к арьергарду англичан, но не решился атаковать, а затем Ли приказал отступать. Штойбен нашёл Вашингтона в тот момент, когда тот пытался остановить бегущих. Он приказал Штойбену возглавить левое крыло армии и тот взял бригаду Максвелла и часть бригады Скотта, а затем к нему присоединилась бригада Паттерсона. Вскоре Вашингтон сообщил, что противник отступает и запросил подкреплений; Штойбен оставил на позиции бригаду Максвелла, а с остальными двумя начал преследование англичан, однако темнота заставила его остановиться. Ночью англичане покинули поле боя. Впоследствии генерал Ли был отдан под суд за свои действия на поле боя и Штойбен давал показания по этому делу. На следствии Ли неуважительно отозвался о его показаниях (назвав его «очень сторонним наблюдателем»), и тогда 2 декабря 1778 года Штойбен прислал ему письмо с вызовом на дуэль. Ли уклонился от дуэли и прислал свои извинения. Вероятно, Гамильтон содействовал их примирению.
В 2004 году на монмутском поле боя был установлен памятник Штойбену. На инфостенде сказано, что «28 июня 1778 года в сражении при Монмуте американская армия в бою с британцами показала результаты тренировок Штойбена. Проявленный американцами героизм, изменивший ход войны, был во многом заслугой Штойбена. Свидетель боя, полковник Александр Гамильтон, утверждал, что тренировочная система Штойбена, смотры и инспекции заставили солдат и офицеров поверить в то, что теперь они могут на равных сражаться с армиями противника».

### Голубая книга Штойбена
После сражения при Монмуте англичане отступили в Нью-Йорк, Вашингтон переместил армию лагерь в Уайт-Плейнс и боевые действия на время затихли. Так как Чарльз Ли был отдан под трибунал, его дивизию 2 июля передали Штойбену, но 22 июля Вашингтон вернул его на должность инспектора. Он объяснил, что бригадные командиры крайне недовольны тем, что вынуждены подчиняться иностранцу. Между тем в августе комиссия Конгресса постановила, что необходимо добиться полной унификации структуры армии, создать общие правила по снабжению, лагерной жизни и так далее. Это было важное постановление, но кто-то должен был реализовать его на практике. В декабре Штойбен прибыл в Филадельфию и предложил Конгрессу принять практические меры по унификации армии. Для этих целей он решил свести все инструкции в одну книгу. Понимая, что на её создание уйдут недели, он не стал дожидаться решения Конгресса, а приступил к работе уже в декабре.
Составление армейских правил изначально было обязанностью Штойбена, но в 1778 году эти правила представляли собой разрозненные записи, которые делали офицеры во время тренировок. Эти записи надо было кодифицировать и опубликовать. Штойбен привлёк к работе полковника Флёри, капитанов Уокера и Де Л’Энфана и секретаря Дю Понсо. По его замыслу, устав армии должен был состоять из четырёх разделов: 1) полевой устав, 2) гарнизонный и парадный устав, 3) кавалерийский устав, 4) устав лёгких подразделений. За зиму он успел написать только первую и третью часть, но третью часть в итоге опубликовать не удалось. Итогом стала книга Regulations for the Order and Discipline of the Troops of the United States, которая состояла из 25-ти глав.
Каждую главу Штойбен писал на немецком, потом переводил её на плохой французский, затем Флёри переводил её на хороший французский, Дю Понсо переводил её на плохой английский, а Уокер переводил на хороший английский. В то время в Америке не было военных публикаций, поэтому Штойбену пришлось полагаться лишь на своё знание прусского военного устава. Переводчики же были не знакомы с немецкой военной терминологией, что порождало большие трудности. 26 февраля Штойбен сдал Вашингтону первую часть работы, а 11 марта — вторую. Конгресс как раз официально санкционировал создание армейского устава, и Вашингтон переправил текст Конгрессу, который утвердил его 29 марта.
Конгресс постановил опубликовать устав тиражом 3 000 экземпляров, но сразу же начались технические проблемы с печатью текста, рисунков и особенно с переплётом. Книга печаталась в Филадельфии на Секонд-стрит, в типографии Стайнера и Киста. Штойбен собирался подарить два особых экземпляра Вашингтону и французскому послу, но эти экземпляры не удалось сделать из-за отсутствия в Филадельфии сусального золота для позолоты. Изначально предполагалось сделать для каждой книги кожаную обложку, но из-за отсутствия кожи пришлось делать обложку из голубой бумаги, что и дало книге её неформальное название: «Голубая книга». Только к июню 1779 года книгу удалось распределить по армии.
По воспоминаниям современников, «Голубая книга» стала самой популярной в Штатах книгой после Библии. Она была простой и понятной, и содержала инструкции для всех офицеров от полковника до рядового. До 1809 года она переиздавалась 75 раз, и ещё множество текстов и руководств было написано на её основе. Некоторые части книги использовались в американской армии на протяжении столетий, например глава 20-я, которая оговаривала обязанности офицера по инспекции своего подразделения. В целом же книга, по словам историка Рона Чернова, использовалась в армии до начала Гражданской войны.

### Кампания в Вирджинии

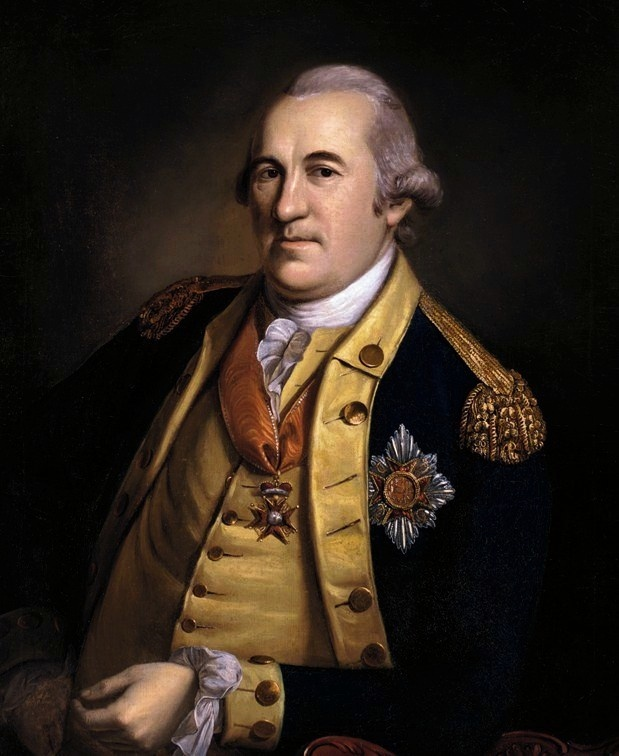
Чарльз Уилсон Пил. Фридрих Вильгельм фон Штойбен (1780 год)

В августе 1780 года американская армия Горацио Гейтса была разбита в сражении при Кэмдене, что привело к хаосу и дезорганизации на Юге. Гейтс был отстранён от командования. Конгресс поручил Вашингтону выбрать преемника, и тот направил на юг генерала Грина. На помощь ему Вашингтон предложил послать Штойбена; он верил, что тот сможет восстановить боеспособность армии, а кроме того, для Штойбена это был шанс принять полевое командование. Грин и Штойбен были друзьями и вместе служили в Велли-Форж, и Вашингтон полагал, что между ними не возникнет трений. Этот расчёт оправдался — в ходе кампании на юге между двумя генералами ни разу не возникло разногласий. 30 октября 1780 года Конгресс утвердил это назначение.
В ноябре оба генерала покинули Филадельфию. Штойбен взял с собой майора Уокера и Дю Понсо. До Честере ехали все вместе, затем Грин остановился для переговоров с губернатором Мэриленда, а Штойбен проследовал прямо в Вирджинию, где сначала навестил жену Вашингтона в Маунт-Вернон. Дю Понсо вспоминал, что Штойбену не понравилась усадьба, и он сказал, что если бы Вашингтон был таким же генералом, какой он архитектор, то дела Америки были бы плохи. Из Монт-Вернон Штойбен проследовал в Ричмонд, где в середине ноября его нагнал Грин. Сам он затем отправился в Северную Каролину (где 2 декабря принял командование в Шарлотте), а Штойбену поручил Вирджинию. Ему было поручено собирать ополчение, формировать из него боеспособные полки, снабжать их припасами и отправлять на юг, в Каролину, и одновременно он должен был заниматься обороной штата. Это была сложная задача: гражданские власти штата были обеспокоены проблемой обороны Вирджинии, но слабо осознавали ход войны в целом и не были готовы отправлять ополчение в Каролины. В Вирджинии были достаточные человеческие и материальные ресурсы, но они пребывали в полной дезорганизации.
Штойбен энергично принялся за наведение порядка: он потребовал от штата снарядить его квоту рекрутов, организовать склады на 10 000 баррелей муки и 5 000 баррелей свинины и говядины. Он потребовал 3 000 голов скота и 100 повозок. Вирджинское ополчение в те дни было сгруппировано в три корпуса под командованием Мюлленберга, Уильсона и Нельсона. Штойбену удалось взять 400 человек из корпуса Мюлленберга, снарядить, и 14 декабря отправить этот отряд Грину. В конце декабря Вирджинская ассамблея постановила набрать 3 000 рекрутов в армию, и Штойбен назначил Честерфилд точкой сбора, но в положенное время в Честерфилде собралось только 600 человек, практически безоружных и раздетых.
Положение Штойбена скоро осложнилось английским вторжением в Вирджинию. Чтобы ослабить Грина генерал Чарльз Корнуоллис попросил Клинтона направить в Вирджинию отряд Бенедикта Арнольда. В Вирджинии ещё не проходило боевых действий, и Арнольду было приказано уничтожить военные запасы в штате, а затем создать базу для последующих операций в Портсмуте. Днём 4 января 1781 года отряд Арнольда поднялся вверх по реке Джеймс и высадился в Уэстовере. Штойбен распорядился вывезти из Ричмонда все припасы и хотел собрать ополчение для противодействия англичанам, но собралось всего 100 человек. Двигаясь ускоренным ночным маршем, Арнольд 5 января вошёл в Ричмонд. Штойбену удалось вывезти 5 орудий, но несколько орудий по недосмотру городских властей достались англичанам. Сам Штойбен перенёс штаб в Манчестер на южном берегу реки Джеймс и там пытался собрать ополченцев.
Разорив Ричмонд, Арнольд ушёл в Портсмут, а Штойбен в ответ перенёс штаб в Смитфилд около Портсмута, и окружил Портсмут полукольцом пикетов и постов. Так как непосредственная опасность миновала, он снова пытался собрать ополчение для отправки Грину, но гражданские власти Вирджинии после вторжения Арнольда неохотно шли навстречу в этом вопросе. К 12 февраля удалось собрать примерно 400 человек в Честерфилде. Была надежда, что при помощи французского флота удастся разгромить Арнольда в Портсмуте, но 23 марта к Портсмуту подошёл не французский флот, а британская эскадра адмирала Арбатнота. Выяснилось, что после сражения у Кейп-Генри французский флот покинул Чесапикский залив.

### Сражение при Блэндфорде
26 марта 2 000 солдат британской армии под командованием генерала Уильяма Филлипса высадились в Портсмуте. 16 апреля Филлипс оставил в Портсмуте сильный гарнизон, а с остальными силами отправился вверх по реке Джеймс и 23 апреля высадился в Уэстовере. По данным Штойбена, в распоряжении Филлипса было 2 500 или 3 000 человек. 24 апреля Штойбен прибыл из Честерфилда в Питерсберг, где соединился с отрядом генерала Мюлленберга. Теперь в распоряжении Штойбена был лишь небольшой отряд вирджинского ополчения, у которого не было шансов в бою против англичан, но Штойбен счёл недопустимым сдавать Питерсберг без боя. На военном совете было решено занять позицию в селении Блэндфорд к востоку от Питерсберга, провести демонстрацию силы, а затем отступить за реку Аппоматотокс. Чтобы не рисковать орудиями, Штойбен заранее отправил за реку все орудия.
Утром 25 апреля 1000 ополченцев Мюлленберга заняли позицию, построившись в две линии. В 14:00 Филлипс приблизился к его позиции и развернул войска для боя. Он планировал опрокинуть правый фланг Штойбена и прижать ополченцев к реке. Англичане начали наступать, но сразу встретили упорное сопротивление вирджинцев. Опасаясь высоких потерь, Филлипс приостановил атаку и подтянул артиллерию, что заставило Штойбена отвести ополченцев ко второй линии. Здесь он снова отбил атаку англичан, и только когда снова подтянулась артиллерия, Штойбен решил не рисковать продолжением боя и начал отвод пехоты за реку. В этом бою Штойбен потерял 150 человек, но бой шёл строго по его плану, отступление прошло организованно, и Штойбен даже не стал вводить в бой свой резервный батальон.
Отряд Штойбена отступил к Ричмонду, где 29 апреля соединился с отрядом Лафайета (который принял командование над объединёнными силами). 30 апреля Филлипс подошёл к Ричмонду, но не стал атаковать Лафайета, а ушёл на Вирджинский полуостров, откуда по приказу Корнуоллиса вернулся к Питерсбергу. В Питерсберге Филлипс соединился с Корнуоллисом и решил разбить отряд Лафайета, но тот отступил на север к Фредериксбергу. С момента прихода Лафайета Штойбен смог передать ему полевое командование и сосредоточиться на деле набора рекрутов.

### Йорктаунская кампания
7 июня 1781 года отряд Лафайета во Фредериксберге был усилен отрядом Уэйна и достиг численности 4 000 человек, ввиду чего Корнуоллис отступил к Ричмонду, а Лафайет 13 июня велел Штойбену присоединиться к нему. Штойбен выступил ускоренным маршем, перешёл реку Джеймс и 19 июня присоединился к Лафайету. Теперь у Лафайета было 5 000 человек и Корнуоллис, чтобы не попасть в осаду в Ричмонде, покинул город 20 июня и отступил на Вирджинский полуостров.  25 июня он прибыл в Уильямсберг, а затем отступил в Портсмут и в Йорктаун, где создал укреплённую базу. В сентябре подошла американско-французская армия Вашингтона и Рошамбо и 25 сентября встала лагерем около Уильямсберга. Штойбен был болен в июле-августе, но к сентябрю его здоровье восстановилось. Генерал Грин вызывал его к себе, однако при появлении армии Вашингтона Штойбен понял, что последуют активные боевые действия и пожелал остаться в Вирджинии. 12 сентября он вернулся к Лафайету, а 14 сентября встретил Вашингтона. Он стремился к полевой службе, и Вашингтон поручил ему дивизию: бригады Уэйна и Джиста, численностью 2309 человек. 

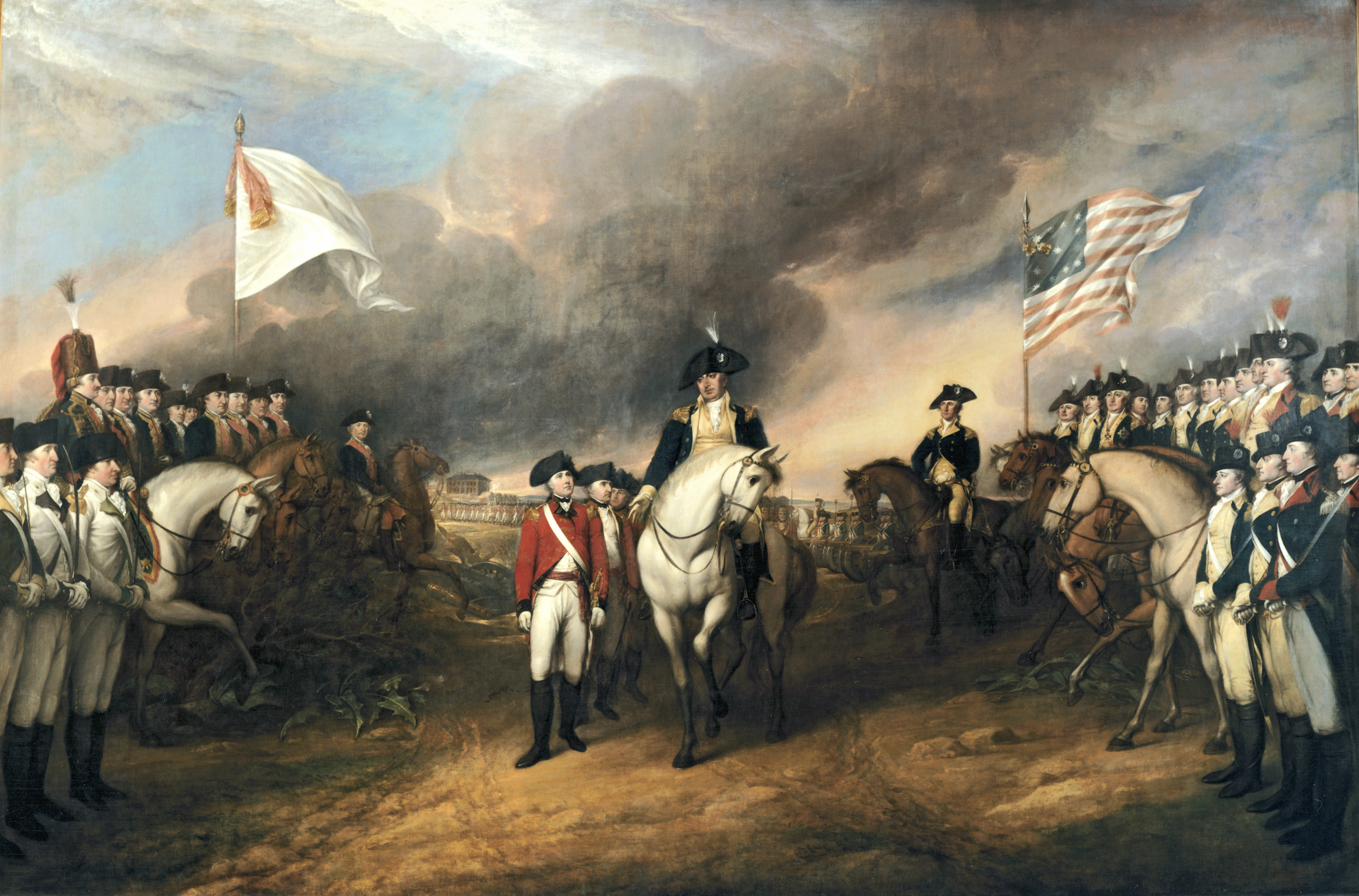
Капитуляция британской армии. Штойбен справа под знаменем с звездой Ордена Верности.

Предстояло осаждать Йорктаун, и во всей американской армии не оказалось офицера знакомого с принципами осадных работ, кроме Штойбена, который в качестве адъютанта при Фридрихе присутствовал при осаде Швейдлица. 5 — 8 октября была заложена первая линия траншей и началась бомбардировка города. 11 октября дивизия Штойбена под покровом ночи построила вторую параллель, в 300 метрах от позиций противника. На следующее утро он едва не пострадал от близко разорвавшейся бомбы. 17 октября Корнуоллис отправил парламентёра с предложением перемирия. Штойбен был командиром первой линии в тот день и принял парламентёра, передав его письмо Вашингтону. Когда Лафайет со своей дивизией пришёл сменить его на позиции, Штойбен отказался, сославшись на европейскую традицию, согласно которой подразделение, принявшее предложение капитуляции остаётся на позиции до самой капитуляции противника.
19 октября британская армия вышла из Йорктауна и сложила оружие. По воспоминаниям сержанта Джона Дола, американская армия была построена в три линии, а впереди находились Вашингтон, Грин, Штойбен и Уэйн.

## Послевоенная деятельность
Когда Штойбен поступал на службу в Континентальную армию, Конгресс обещал ему компенсировать расходы на переселение в Америку, в случае победы в войне и в случае, если его услуги будут удовлетворительны. Теперь война закончилась, услуги Штойбена были высоко оценены, но Конгресс по разным причинам затягивал выплату компенсации. Он не отрицал правомочность запросов Штойбена, но растянул переговоры по этому предмету на семь лет. 15 апреля 1784 года, когда Штойбен уволился из Континентальной армии, Конгресс обещал выплатить ему 10 000$ в рассрочку и выполнил это обещание, однако полная сумма, на которую претендовал Штойбен составляла 50 000$. В ноябре 1784 года, когда Конгресс переехал из Аннаполиса в Трентон, Штойбен повторил запрос, но возникло новое препятствие: в 1784 году состав Конгресса был уже не тот, с которым Штойбен договаривался в 1777 году, и договор не был письменно зафиксирован, поэтому возникли сомнения в существовании самого договора. Штойбену пришлось писать письма членам комитета 1777 года, которые в ответ подтвердили факт договора. Документы были переданы Джону Джею, Гамильтону, Джеймсу Дуэйну и ведущим юристам штатов, которые подтвердили, что факт договора имел место.
В итоге был собран новый комитет, который начал рассматривать это дело. Но 1788 году в действие вступила Конституция США, поэтому Конгресс Конфедерации прекратил своё существование в ноябре 1788 года, так и не приняв решения по делу Штойбена. 4 марта 1789 года начало работу новое правительство и Штойбен сразу же послал туда запрос по своему делу. Только 25 сентября оно было принято и передано новому министру финансов США, Александру Гамильтону. 6 апреля 1790 года Гамильтон выступил в Конгрессе, поддержав Штойбена по всем пунктам. 19 апреля была назначена комиссия, которая составила билль, согласно которому Штойбену полагалась пожизненная выплата и участок земли в собственность. Билль предлагал годовую выплату в 2 706$, палата представителей снизила её до 2 000$, а 27 мая Сенат поднял её до 2 500$. 4 июня билль стал законом за подписью Фридриха Мюленберга (спикера палаты представителей) и Джона Адамса (вице-президента), и был утверждён президентом (Вашингтоном).
Некоторые штаты пытались со своей стороны помочь Штойбену: Вирджиния и Пенсильвания подарили ему участки земли в долине реки Огайо, но они находились в таких глухих местах, что от них не было практической пользы и барон этими предложениями не воспользовался. И только штат Нью-Йорк 5 мая 1786 года выделил ему участок на территориях, только что выкупленных у индейцев онайда.

### Орден Цинцинната

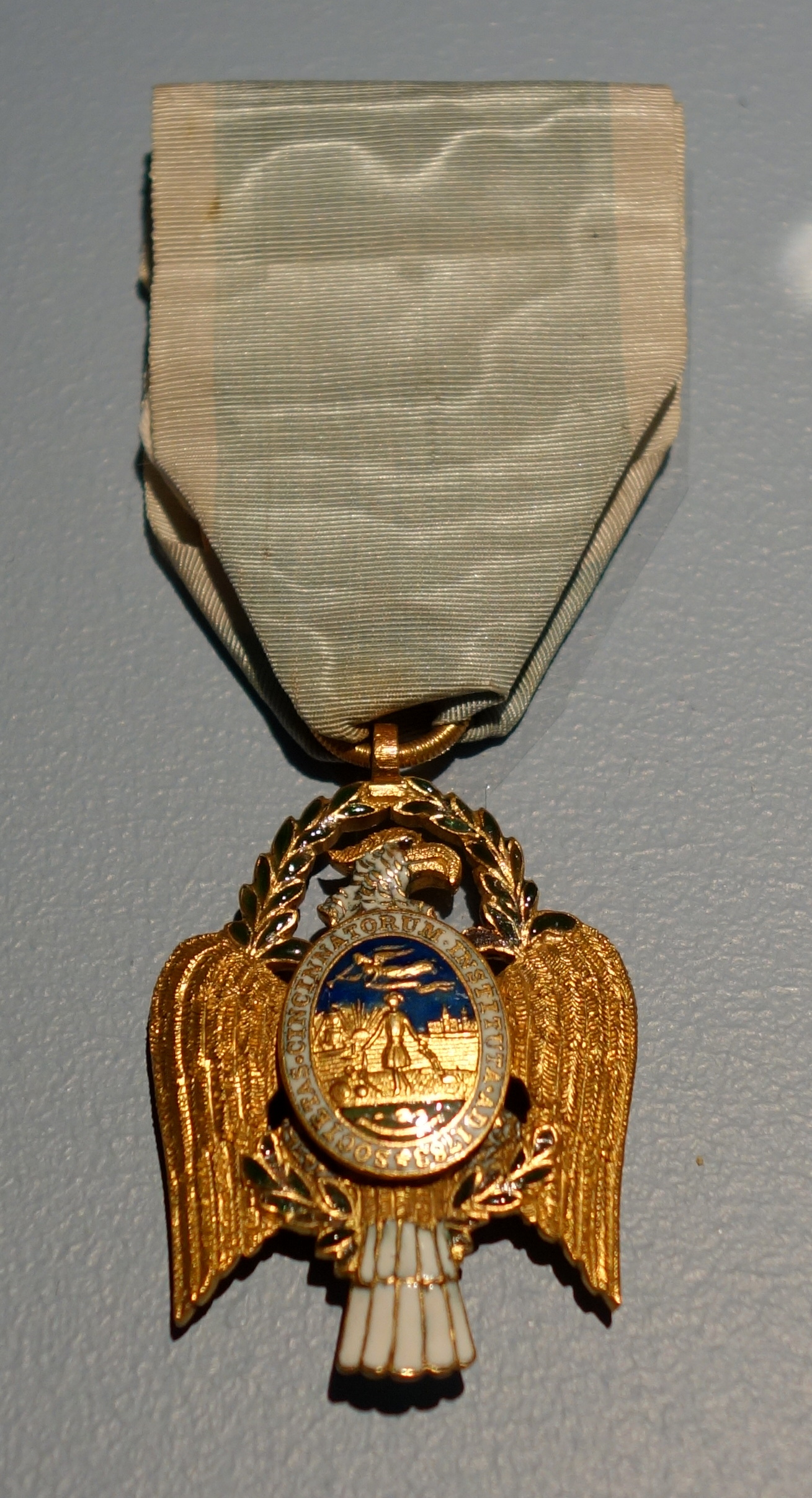
Орден Цинцинната

В начале 1783 года офицеры Континентальной армии узнали о том, что армия скоро будет расформирована, и они решили создать постоянную организацию, которая объединяла бы ветеранов войны и поддерживала дух воинского братства. Эта идея зародилась в голове Генри Нокса еще в 1775 году, и теперь он вернулся к ней, написал черновой вариант устава и обсудил замысел со Штойбеном и генералом Хантингдоном. Они приняли решение назвать организацию Обществом Цинцинната (Society of the Cincinnati) в честь римского диктатора Луция Квинкция Цинцинната. 13 мая 1783 года на собрании офицеров в штабе Штойбена решение об учреждении общества было формально утверждено. В уставе было сказано, что общество будет защищать человеческие права и свободы, за которые офицеры сражались в годы войны. Было так же решено утвердить орден с изображением золотого орла, в виде отличительного знака члена общества. Джорджу Вашингтону послали официальное приглашение и вскоре он стал членом общества и его первым президентом.
В последующие пять месяцев были созданы филиалы в каждом из 13-ти штатов, а в 1783 году появился филиал во Франции. Но если во Франции идею приняли с энтузиазмом, то в Штатах к ней отнеслись настороженно и даже враждебно. Появление организации с наследственным членством многим показалось угрозой американским свободам. Судья Эданус Бёрке написал памфлет Considerations on the Society or Order of Cincinnati, где обвинил общество в создании расы наследственного патрициата. Памфлет был опубликован по всей стране и даже во Франции. Начались споры между сторонниками и противниками Общества, но критика была так сильна, что на собрании в мае 1784 года Вашингтон предложил изменить устав общества: отменить наследственное членство и должность казначея. Однако критика утихла только тогда, когда была принята Конституция и страхи по поводу появления нового деспотизма постепенно улеглись. Вашингтон оставался президентом общества до своей смерти, Штойбен стал вице-президентом Нью-Йоркского отделения в 1785 и президентом в 1786 - 1790.

### Последние годы жизни
После отставки Штойбен решил поселиться в Нью-Йорке и арендовал у Дэвида Провоста дом, известный как «Лувр» (На современной 57-й улице). Здесь он, в частности, разработал план создания регулярной армии, который не получил развития, но некоторые части плана были учтены впоследствии при создании регулярной армии США. 3 октября 1785 года Штойбен стал президентом общества, созданного для помощи немецким эмигрантам. Он так же внимательно следил за дискуссиями вокруг создания Конституции, будучи убеждённым федералистом и сторонником Вашингтона и Гамильтона. Он приветствовал избрание Вашингтона президентом, лично встречал его по прибытии в Нью-Йорк и присутствовал при его инаугурации.
Получив в 1786 году участок земли в штате Нью-Йорк, Штойбен некоторое время не имел средств, чтобы привести владение в порядок, и только пенсия, которую он стал получать с 1790 года, позволила ему начать строительство. Он смог расчистить 60 акров земли и построить временный бревенчатый дом, в котором было всего две комнаты, кухня и спальня. Позже он построил ещё один, каркасный дом. С 1791 года вместе с ним жил Джон Маллиган, сын известного патриота Геркулеса Маллигана.

### Смерть
Летом и осенью 1794 года барон был совершенно здоров, он без проблем совершил путешествие по индейской территории и занимался работами на ферме. 25 ноября он провёл как обычно, и ничего не говорило о какой-либо болезни. В 23:00 он ушёл спать. Он ночевал в новом доме, а Маллиган в старом, и кроме них присутствовали ещё два слуги. Полковник Норт жил с ними в ту осень, но он покинул ферму несколько недель назад. 26 ноября в 04:00 Маллигана разбудил слуга по имени Вильгельм и сказал, что барон умирает. Маллиган бросился по снегу в его дом, и обнаружил Штойбена в тяжёлом состоянии и почти при смерти. Он успел сказать «Не волнуйся, сын мой», но не смог продолжить разговор. Ближайший медик находился в Уайтстауне в 18 милях и не смог прибыть вовремя. По просьбе барона, Маллиган усадил его в кресло, дал ему рвотное, и снова уложил в постель. Медик приехал 27 ноября в 14:00, но ничем не смог помочь. Штойбен оставался в беспамятстве и спокойно умер 28 ноября в 12:30. 

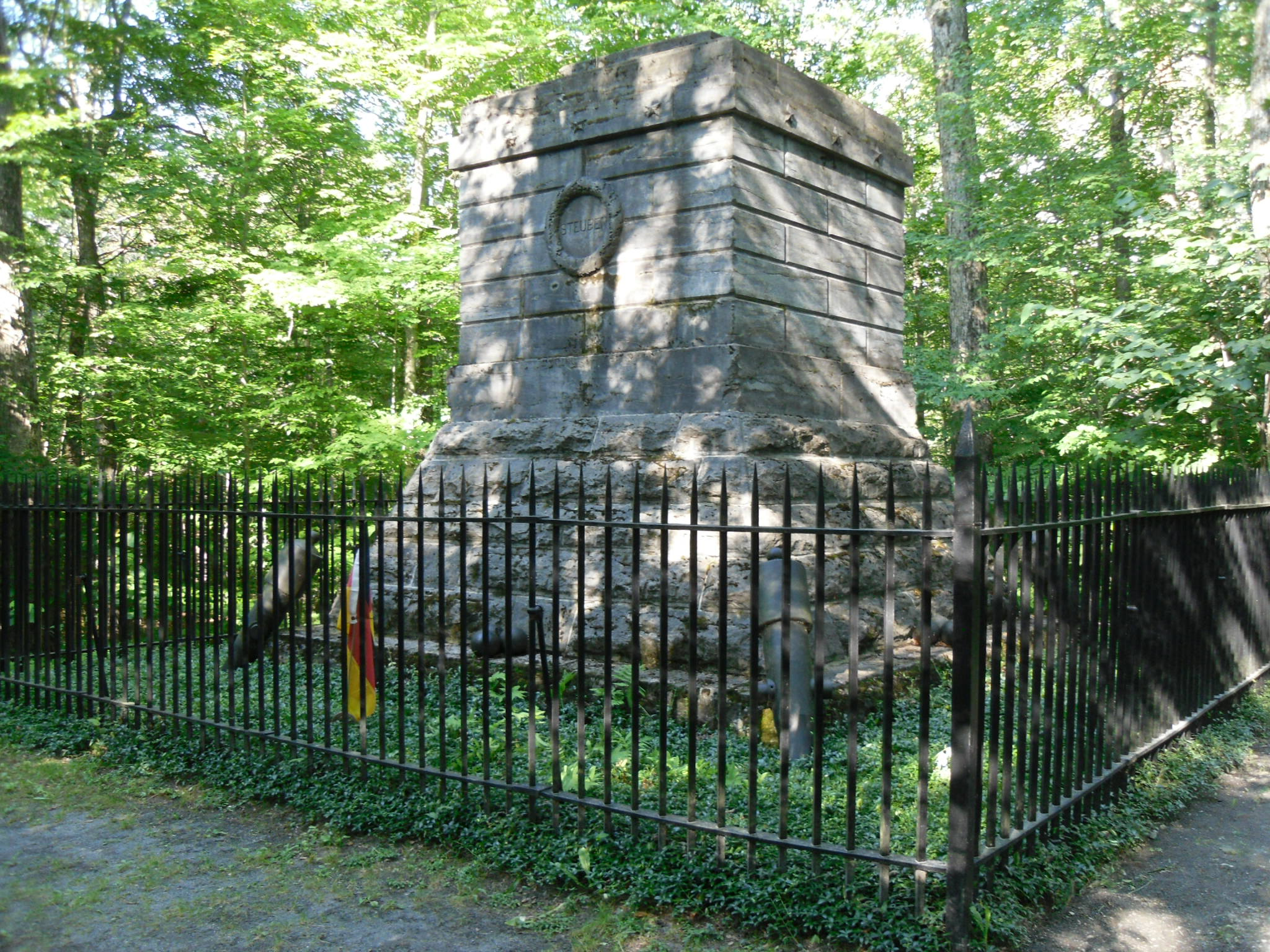
Монумент на могиле Штойбена, установленный в 1870 году.

При жизни Штойбен неоднократно говорил, что не желает никаких церемоний при своём погребении. Он просил просто завернуть его в мундир и похоронить где-нибудь в глухом углу его владений. Однажды он даже указал место, небольшой холм примерно в 250 метрах от дома. 30 ноября состоялись похороны в присутствии Маллигана, полковника Норта и соседей. Они прошли без священника и без прощальных слов, в полной тишине. В своём завещании Штойбен разделил свои владения между Нортом и Уокером, которых считал своими сыновьями. Норт получил в частности серебряную саблю, подарок горожан Нью-Йорка, а Уокер золотую саблю, подарок Конгресса. Маллигану досталась библиотека, карты, и 2 500 долларов. В завещании было условие, что его слуги должны похоронить его в указанном им месте и никому этого места не показывать, но так как конкретного места он слугам не указал, то этот пункт завещания не был выполнен. В начале XIX века по бывшим землям барона проложили дорогу и при этом срыли часть могилы. Уокеру пришлось в 1804 году перенести останки барона на некоторое расстояние, построить изгородь и поручить баптистской общине следить за сохранностью могилы.
В 1870 году на могиле был установлен каменный монумент. В 1930 году губернатор Нью-Йорка Франклин Рузвельт открыл на этом месте «Мемориальный парк Штойбена».

### Слухи о гомосексуальности
После смерти барона стали ходить слухи о его гомосексуальности. Одним из оснований таких подозрений стала его служба в штабе прусской армии (особенно при принце Генрихе), который был известен гомосексуальными нравами, однако маловероятно, чтобы Штойбена взяли туда за миловидность; он никогда не считался красивым человеком. Во время службы в Континентальной армии он окружал себя юными офицерами, но это была обычная практика в армиях того времени. Известно, что Штойбен проводил время в обществе женщин, и многие дамы считали его обаятельным. Историк Джон Данельский писал, что при всей внешней доброжелательности барон был, вероятно, очень закрытым человеком и мало кому позволял приближаться к себе. Историк Пол Локхард так же предполагал, что Штойбену не удавалось вступать в устойчивые романтические отношения с кем бы то ни было. Локхард утверждал, что доказать или опровергнуть гомосексуальность Штойбена уже невозможно.
По одной из версий, Штойбен оставил службу в Бадене из-за придворных интриг; в частности, в 1777 году он получил письмо, где его предупреждали о возможном преследовании из-за его связей с юными мальчиками. Эта история стала широко известна в Европе и Америке, но она получила распространение уже после окончания Войны за независимость и была неизвестна в Америке в 1778 году и, таким образом, факт принятия барона на службу в Континентальную армию не говорит о терпимости к лицам нетрадиционной ориентации в Америке (и армии) того времени.

## Наследие

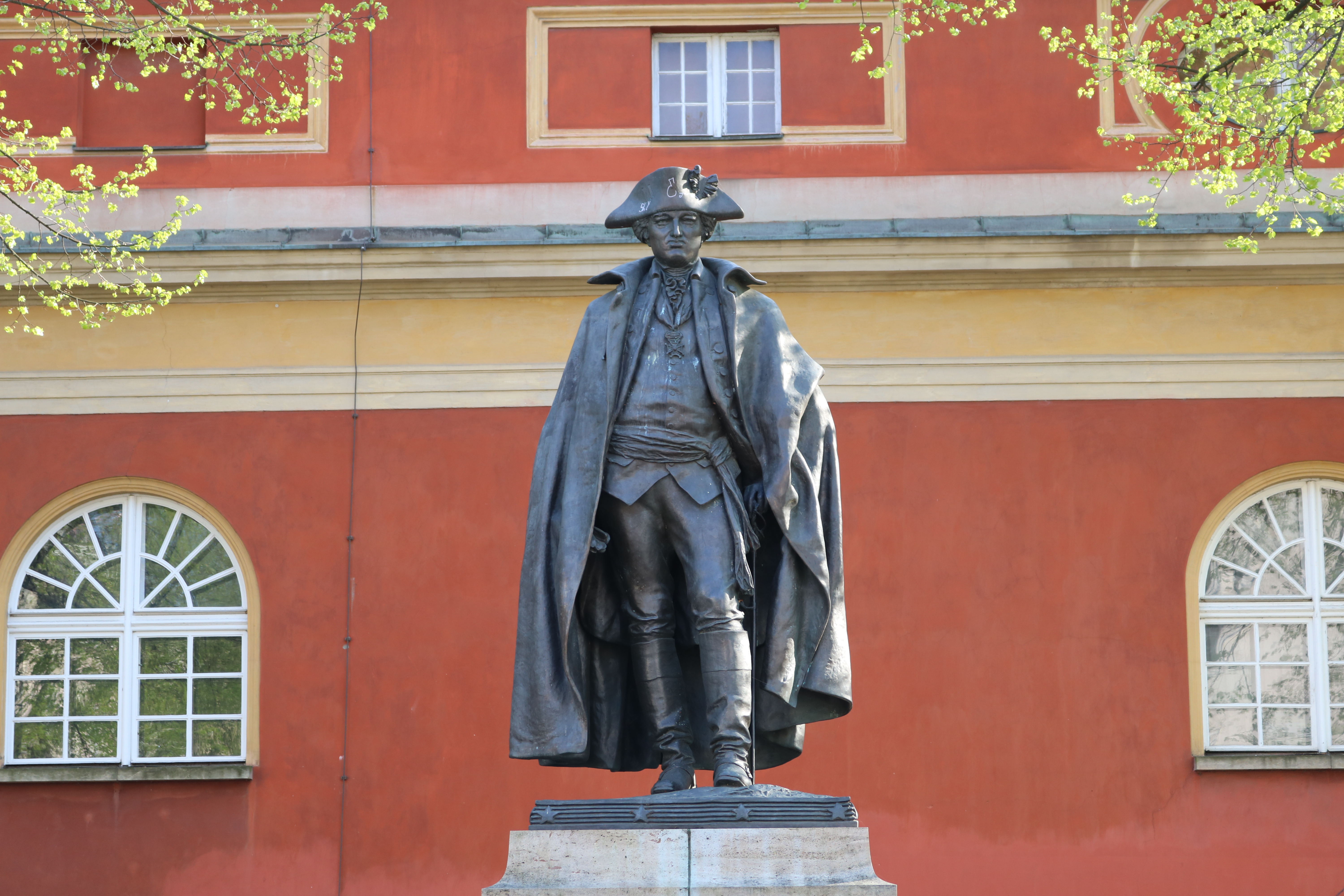
Памятник Штойбену в Потсдаме.

В честь генерала было названо множество географических объектов в США. В 1787 году на реке Огайо был основан форт Штойбен, на месте которого впоследствии возник город Стьюбенвилл. В 1795 году в штате Мэн был основан город Стьюбен.
В честь Штойбена названы  округа: Стьюбен (штат Индиана), Стьюбен (штат Нью-Йорк); и некоторые тауншипы. 
В 1917 году после вступления США в Первую Мировую Войну, американцами был захвачен интернированный немецкий лайнер Kronprinz Wilhelm, который ввели в состав американского флота как USS Von Steuben (ID # 3017). Также, после пожара на пароходе München (11 февраля 1930 года) этот пароход был перестроен и переименован в SS General von Steuben. 
4 сентября 1962 года в Ньюпорте была заложена подводная лодка Von Steuben (SSBN-632). Она была спущена на воду 18 октября 1963 года.
27 февраля 1903 года Конгресс выделил 50 тысяч долларов США на сооружение памятника Штойбену. Над статуей работал Альберт Джегерс, отливалась она с 1909 по 1910 год, а постамент был создан архитекторами Кэссом Гильбертом и Т. Р. Джонсоном. Статуя была установлена в 1910 году в Вашингтоне на Лафайет-сквер. В 1911 году копия статуи была подарена Конгрессом США императору Вильгельму II и германскому народу и установлена в Потсдаме. Она была повреждена во время II Мировой войны и окончательно уничтожена правительством ГДР в 1950 году. В 1987 году новая копия статуи была установлена в Западном Берлине, а 28 ноября 1994 года ещё одна копия была установлена на своём прежнем месте в Потсдаме.
9 октября 1915 года в Велли-Форж была установлена статуя Штойбена работы Отто Швейцера, а 3 июля 1921 года в Милуоки (Висконсин) была открыта конная статуя Штойбена так же работы Швейцера.
В мае 1915 года было создано американское общество Штойбена.
В середине сентября во многих городах США отмечается День Штойбена. В этот день устраивается парад, маршалом которого избираются американцы или иностранцы немецкого происхождения. Дональд Трамп был маршалом парада 1999 года.